# NGC 2842
NGC 2842 је спирална галаксија у сазвежђу Прамац која се налази на NGC листи објеката дубоког неба.
Деклинација објекта је - 63° 4' 10" а ректасцензија 9h 15m 36,4s. Привидна величина (магнитуда) објекта NGC 2842 износи 12,5 а фотографска магнитуда 13,4. Налази се на удаљености од 34,6000 милиона парсека од Сунца. NGC 2842 је још познат и под ознакама ESO 91-4, FAIR 282, IRAS 09144-6251, PGC 26114.